# Viševek
Viševek je naselje u slovenskoj Općini Loškoj dolini. Viševek se nalazi u pokrajini Notranjskoj i statističkoj regiji Notranjsko-kraškoj. 

## Stanovništvo
Prema popisu stanovništva iz 2002. godine naselje je imalo 155 stanovnika.